# Fondation d'entreprise Crédit coopératif
 (mars 2025).
Si vous disposez d'ouvrages ou d'articles de référence ou si vous connaissez des sites web de qualité traitant du thème abordé ici, merci de compléter l'article en donnant les références utiles à sa vérifiabilité et en les liant à la section « Notes et références ».
La Fondation Crédit Coopératif est une fondation d'entreprise de la banque française éponyme. Elle est une référence dans le domaine de l’économie sociale et solidaire sur le territoire national.

## Histoire
La Fondation Crédit coopératif est fondée en 1984, par le Crédit Coopératif, pour soutenir l'économie sociale. Initialement sous forme associative, elle est créée dans un contexte où le mécénat d'entreprise, en France, débute sa structuration.
La Fondation soutient des projets d’intérêt général qui améliorent les pratiques de l'économie sociale et solidaire (ESS). Son action s'est ainsi orientée vers l'innovation et la cohésion sociales, sous la direction de personnalités telles qu'André Chomel  et Jacques Moreau.
Dès ses débuts, elle soutient des initiatives significatives, comme l'Association pour le développement de la documentation sur l'économie sociale (ADDES). À partir de 1984, elle pilote les « Prix de l’Entreprise Innovatrice en Économie sociale ».
En 1992, l'association change de statut pour celui de fondation d'entreprise.
La loi relative au mécénat, aux associations et aux fondations, adoptée en 2003, a également ouvert de nouvelles opportunités pour le mécénat d'entreprise, permettant à la Fondation de nouer davantage de partenariats et d'accroître son action.
Au cours de son quinquennat 2023-2027, la Fondation Crédit Coopératif soutient la transformation de l'ESS vers une transition écologique juste et solidaire, en soutenant des projets nationaux innovants dans des domaines variés tels que la connaissance en ESS ou des démarches d'éducation populaire. Elle propose également des appels à projets annuels dans un objectif d’encourager la coopération, l'effet de levier et l'impact durable des structures qu’elle accompagne.

## Mission

### Quinquennat 2018-2022
Au cours du quinquennat 2018-2022, la Fondation a travaillé pour renforcer l'économie sociale et solidaire. En sélectionnant des projets innovants et inspirants, elle a cherché à rendre l'ESS plus forte et plus influente. La Fondation ne s'est pas limitée au financement : elle conseille, crée des liens entre partenaires, et donne de la visibilité aux projets. En évaluant constamment son impact, la Fondation a pu s'améliorer et préparer l'avenir. Ses trois objectifs principaux étaient de renforcer la capacité d'action, de développer la coopération et d'améliorer la reconnaissance des projets.

### Quinquennat 2023-2027
Le quinquennat 2023-2027 a débuté avec un constat fort : face aux urgences climatiques et sociales, les modèles actuels doivent évoluer en profondeur. La Fondation, convaincue que l'économie sociale et solidaire porte l’espoir d’un développement plus respectueux de l’humain et de l’environnement, soutient ces acteurs pour qu'elle grandisse et influence davantage la société. Le but in fine : contribuer à une transition écologique juste et solidaire. Pour ce nouveau quinquennat, ses axes se concentrent sur :
- Agir sur l’éco-système de l’ESS] via le soutien aux expérimentations et méthodes pour améliorer leurs pratiques et aider les personnes vulnérables à agir collectivement, pour conduire la relève générationnelle (bénévoles, salarié.e.s et gouvernance), pour accompagner le transfert de la recherche, de la connaissance et des outils aux acteurs de terrain. Elle finance des organisations comme le think tank « La Fonda », Emmaüs Innove ou encore le Mouvement Colibris,
- soutenir des projets de territoire contribuant aux Objectifs de développement durable ayant une dimension sociale et environnementale œuvrant pour l’intérêt général et dans des secteurs aussi variés que la culture, l'emploi, l'éducation, l'écologie, la santé, la citoyenneté, l'inclusion, ou la promotion de l’ESS via les Prix de l’Inspiration en ESS [4],[5],[6], comme les associations : Le Sel de la Vie et L'Escolinas (réseau des écoles Être).
- encourager les collaborateur.rice.s du Groupe Crédit coopératif dans leur engagement dans des structures de l’ESS avec notamment les Prix Salarié.e.s « Engagé, mon asso a du prix ».

Historiquement, la Fondation est le mécène principal du festival d'Avignon.

## Direction

### Présidence
- Jean-Louis Bancel : depuis 2021[7]
- Hugues Sibille : 2015-2021[8]
- Jean-Claude Detilleux : 2004-2015
- Jacques Moreau : 1992-2004
- André Chomel : 1984-1992

### Secrétaires généraux
- Laurence Moret : depuis 2024[9]
- Christophe Vernier[10] : 2017 - 2024
- Claire Besson : 2014-2018
- Jean-Pierre Mongarny : 2007-2014
- Denis Tzarevcan : 1992-2007
- Jean-Bernard Gins : 1984-1992